# Henry Kolker
Henry Kolker (13 de novembro de 1870 (ou 1874) - 15 de julho de 1947) foi um ator de cinema e teatro estadunidense da era do cinema mudo, que atuou em mais de 20 peças entre 1904 e 1917, e em 171 filmes entre 1915 e 1947. Kolker também foi um cineasta, e dirigiu 18 filmes entre 1914 e 1924.

## Biografia
Iniciou na carreira teatral, e em 1904 atuou em sua primeira peça na Broadway, Harriet's Honeymoon. Entre 1904 e 1917, Kolker atuou em muitas peças na Broadway, ao lado de atrizes como Edith Wynne Matthison, Bertha Kalich e Ruth Chatterton.
Kolker iniciou sua vida de ator entre 1914 e 1915, e eventualmente experimentou a direção cinematográfica. Sua primeira atuação no cinema foi no filme The Bigger Man, em 1915, pela Rolfe Photoplays. Em 1916, atuou no seriado Gloria's Romance, pela George Kleine Productions, ao lado de Billie Burke. Seu último filme foi The Secret Life of Walter Mitty, em 1947.
Como diretor, seu primeiro trabalho foi Santo Icario, em 1914, e o último foi The Great Well, em 1924. A sua melhor experiência na direção foi em Disraeli (1921), estrelado por George Arliss, e que atualmente é considerado um filme perdido.
Kolker é mais lembrado por sua atuação ao lado de Barbara Stanwyck no filme Baby Face (1933), e em seu papel de Mr. Seton, pai de Katharine Hepburn e Lew Ayres no filme de 1933 Holiday, dirigido por George Cukor. Atuou no filme dos Três Patetas de 1933, Meet the Baron, onde personificou o Barão de Münchhausen, e em 1936, atuou no filme Romeo and Juliet, ao lado de Norma Shearer e Leslie Howard, ambos pela MGM.

## Vida pessoal e morte
Foi casado duas vezes; com a atriz Lillian Carroll, até a separação, em 1923 (ela se suicidaria em 15 de janeiro de 1935), e com Margaret Bruenn, de 1926 até a morte dele. Faleceu em 15 de julho de 1947, de morte acidental,e está sepultado no Forest Lawn Memorial Park, em Glendale.

## Filmografia parcial
- Santo Icario (1914) - diretor
- The Bigger Man (1915)
- How Molly Made Good (1915)
- Gloria's Romance (1916)
- A Man's Country (1919) - diretor
- The Red Lantern (1919)
- Her Purchase Price (1919)
- Blackie's Redemption (1919)
- Disraeli (1921) - diretor
- I Will Repay (1923) - diretor
- The Purple Highway (1923) - diretor
- The Great Well (1924) - diretor
- The Leopardess (1924) - diretor
- Sally, Irene and Mary (1925)
- Rough House Rosie (1927)
- Annie Laurie (1927)
- The Charge of the Gauchos (1928)
- Coquette (1929)
- The Valiant (1929)
- The Bad One (1930)
- I Like Your Nerve (1931)
- Indiscreet (1931)
- Rasputin and the Empress (1932) (não-creditado)
- Jewel Robbery (1932)
- Faithless (1932)
- Baby Face (1933)
- A Bedtime Story (1933)
- The Power and the Glory (1933)
- Meet the Baron (episódio de Three Stooges, 1933)[7]
- Wonder Bar (1934)
- Journal of a Crime (1934)
- A Lost Lady (1934)
- Lady by Choice (1934)
- The Ghost Walks (1934)
- Red Hot Tires (1935)
- The Great Impersonation (1935)
- The Florentine Dagger (1935)
- Spring Tonic (1935)
- Ladies Love Danger (1935)
- Red Salute (1935)
- The Last Days of Pompeii (1935)
- The Black Room (1935)
- Theodora Goes Wild (1936)
- Great Guy (1936)
- Romeo and Juliet (1936) (1936)[8]
- Sitting on the Moon (1936)
- Conquest (1937)
- Thoroughbreds Don't Cry (1937)
- The Cowboy and the Lady
- The Invisible Menace (1938)
- The Adventures of Marco Polo (1938)
- Holiday (1938)
- Marie Antoinette (1938)
- Union Pacific (1939)
- Let Us Live (1939)
- Las Vegas Nights (1941)
- Reunion in France (1942)
- Bluebeard (1944)
- The Secret Life of Walter Mitty (1947)

## Teatro
- Harriet's Honeymoon – 4 de janeiro de 1904
- Military Mad – 22 de agosto a setembro de 1904
- Are You a Mason? – 5 de setembro de 1904
- Strongheart – 30 de janeiro a 20 de fevereiro de 1905
- Mademoiselle Marni – 6 de março a abril de 1905
- Monna Vanna – 23 de outubro a dezembro de 1905
- The Kreutzer Sonata – 10 de setembro de 1906
- The Three of Us – 17 de outubro de 1906 a maio de 1907
- Widower's Houses – 7 de março de 1907
- Sappho and Phaon – 21 de outubro de 1907
- Marta of the Lowlands – 24 de mrço a abril de 1908
- The Winter's Tale – 28 de março de 1910
- The Great Name – 4 de outubro de 1911
- The Lady of Coventry – 14 a 28 de novembro de 1911
- The Greyhound – 29 de fevereiro a junho de 1912
- Our Wives – 4 de novembro a dezembro de 1912
- The Silent Witness – 10 de agosto a setembro de 1916
- Her Husband's Wife – 8 de janeiro a fevereiro de 1917
- Over the 'Phone – 12 de setembro de 1917